# Ẩm thực Tây Tạng

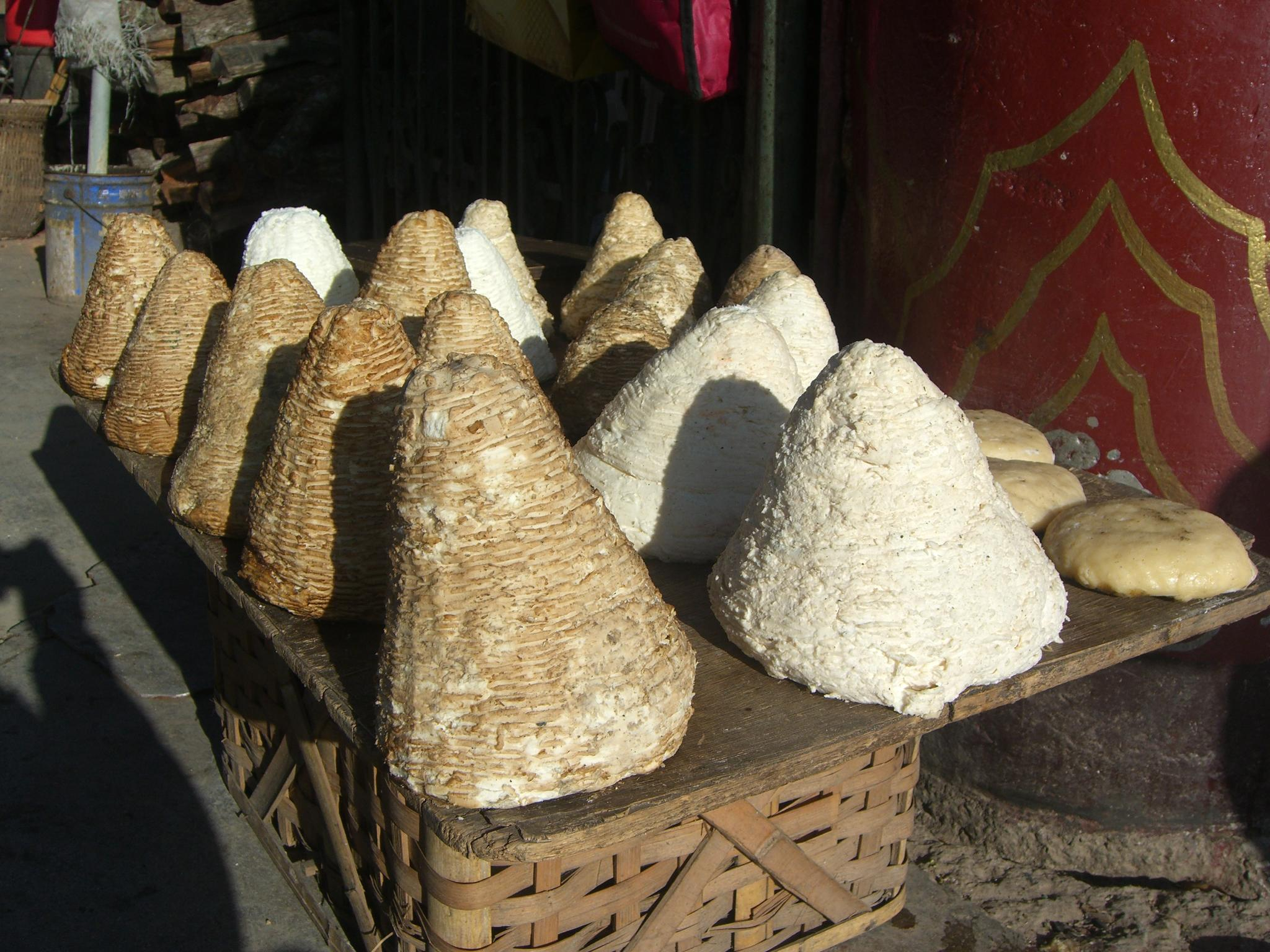
Ví dụ về pho mát Tây Tạng ở chợ Zhongdian

Ẩm thực Tây Tạng phản ánh các tập tục địa phương và đặc trưng khí hậu trong vùng. Rất ít loại cây trồng có thể mọc được ở độ cao quá lớn nơi đây, dù rằng một ít vùng đất có thể trồng được lúa, cam, chuối và chanh. Loại cây trồng quan trọng nhất là đại mạch. Bột đại mạch được nướng lên, gọi là tsampa, trở thành lương thực chính của Tây Tạng. Balep là loại bánh mì Tây Tạng dành cho bữa sáng và trưa. Thukpa thì được dùng cho bữa tối, bao gồm có nhiều loại mì với hình dạng khác nhau, rau củ và thịt nấu nước dùng. Theo truyền thống, các món ăn Tây Tạng được ăn bằng đũa, khác hẳn với các nền ẩm thực khác trong vùng núi Himalaya thường ăn bốc. Người Tạng thường dùng các chén ăn cơm loại nhỏ, người giàu thì dùng chén vàng chén bạc.
Các món thịt gồm có thịt bò Tây Tạng, thịt dê, thịt cừu, thường làm khô hoặc hầm cay với khoai tây. Hạt mù tạt được trồng ở Tây Tạng và là nguyên liệu quan trọng trong ẩm thực nơi đây. Sữa chua bò Tây Tạng, bơ và phô mai Tây Tạng cũng được dùng thường xuyên và loại sữa chua chất lượng cao được xem là món ăn sang ở đây. Các món ăn Tây Tạng cũng được ưa thích ở Ladakh, Sikkim, Arunachal Pradesh và ở cộng đồng người Tạng lưu vong ở Ấn Độ, và nhiều vùng ở bắc Nepal như tỉnh Mustang.

## Các món ăn
Các món ăn Tây Tạng khác gồm có:

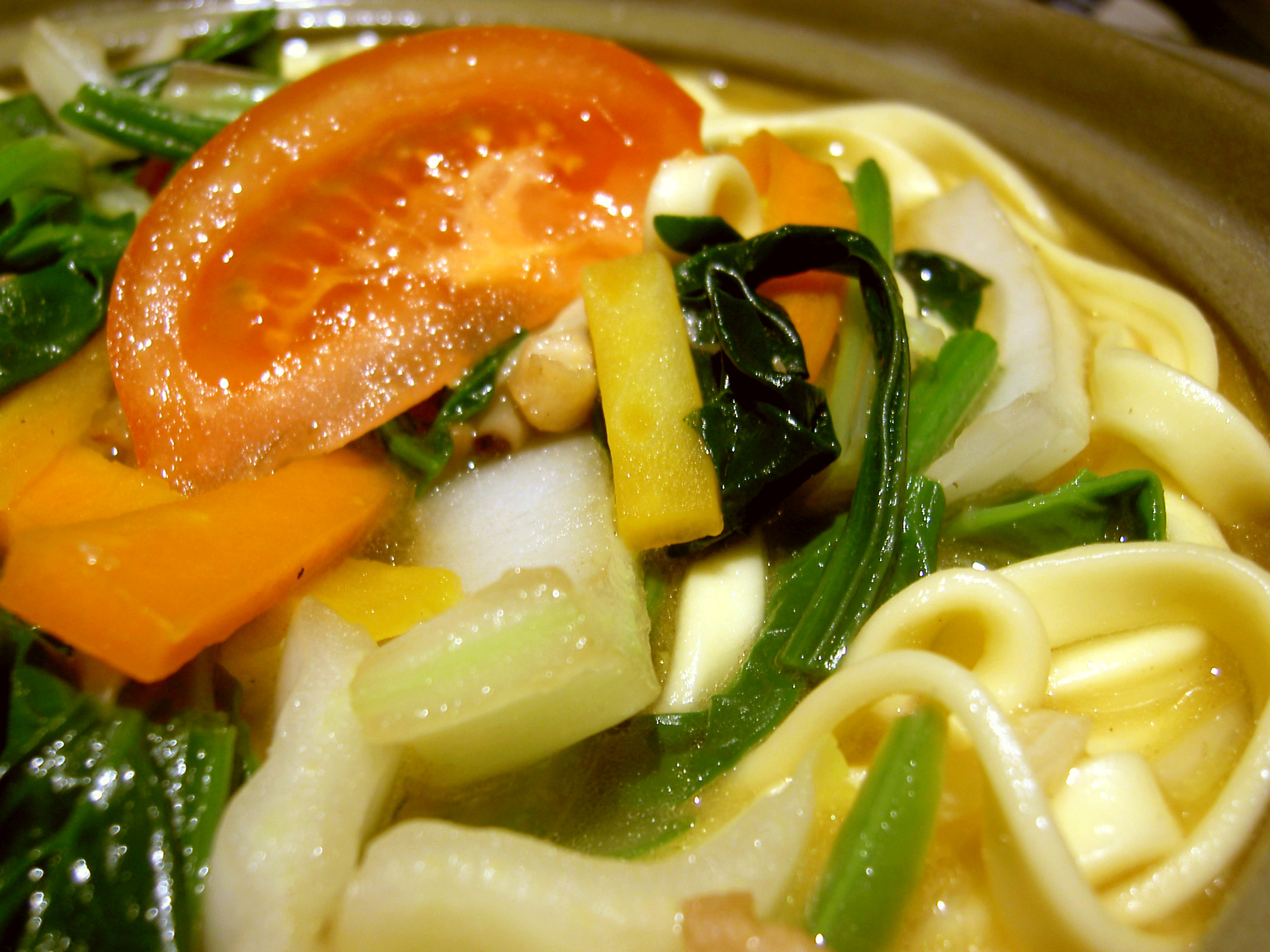
Thukpa, một loại mì Tạng

- Sha Balep - bánh mì ăn với thịt bò cắt miếng tròn hoặc gần tròn, tùy vào mỗi vùng mà nó có thể được rán giòn, áp chảo hoặc chiên như hoành thánh.
- Balep korkun - bánh mì dẹt ở miền trung Tây Tạng nấu bằng hơn là bằng lò nướng.
- Tingmo - một loại bánh bao vị mạnh hơn bánh bao Trung Hoa.
- Thenthuk - một loại mì lạnh với nhiều rau.
- Shab Tra - Thịt xào với cần tây, cà rốt và ớt tươi non.
- Gyurma (Juema) - Xúc xích Tây Tạng làm từ tiết cừu hoặc bò Tây Tạng, với bột đại mạch hoặc bột gạo làm nhân.
- De-Thuk - một món bò Tây Tạng hoặc cừu hầm với gạo, nhiều loại phô mai Tây Tạng và droma (loại rễ Tây Tạng hình quả bầu).
- Tsam-thuk - một loại cừu hoặc bò Tây Tạng hầm với bột đại mạch và nhiều loại phô mai Tây Tạng.
- Dre-si - một món ngọt Tây Tạng có dùng gạo nấu với bơ nhạt, nho khô và droma.
- Khapsey - bánh quy Tây Tạng được chiên giòn thường dùng trong các dịp lễ như tết Tây Tạng hoặc đám cưới. Khapseys được làm thành nhiều hình dáng đa dạng. Vài loại còn được phủ đường, trong khi các loại khác như loại khapseys hình tai lừa thì được dùng để trang trí.[4]

Các món khác gồm có: Sokham Bexe, Drokpa Katsa, Lunggoi Katsa, Tu, Masan, Xogoi Momo, Papza Mogu, Samkham Papleg, Gyabrag, Chetang Goiche, Cheser Mog, Zhoima Mogu, Yurla, Zhoixo, Chexo, Gyatog, Gyaho, Xabbatog, Gong'a Momo, Xab Momo, Xab Pagri, Gundain và Qoiri., Cheley (lưỡi trâu chiên), Lowa (phổi trâu chiên).
Ngày nay, ở các thành phố, thị trấn lớn của người Tạng, có phục vụ ẩm thực Tứ Xuyên. Các món ăn lai, du nhập từ phương Tây như thịt bò Tây Tạng với khoai tây chiên giòn cũng được ưa thích. Dù vậy, nhiều nhà hàng nhỏ ở nhiều thành phố và miền quê vẫn trung thành với các món ăn Tây Tạng truyền thống.

## Thức uống

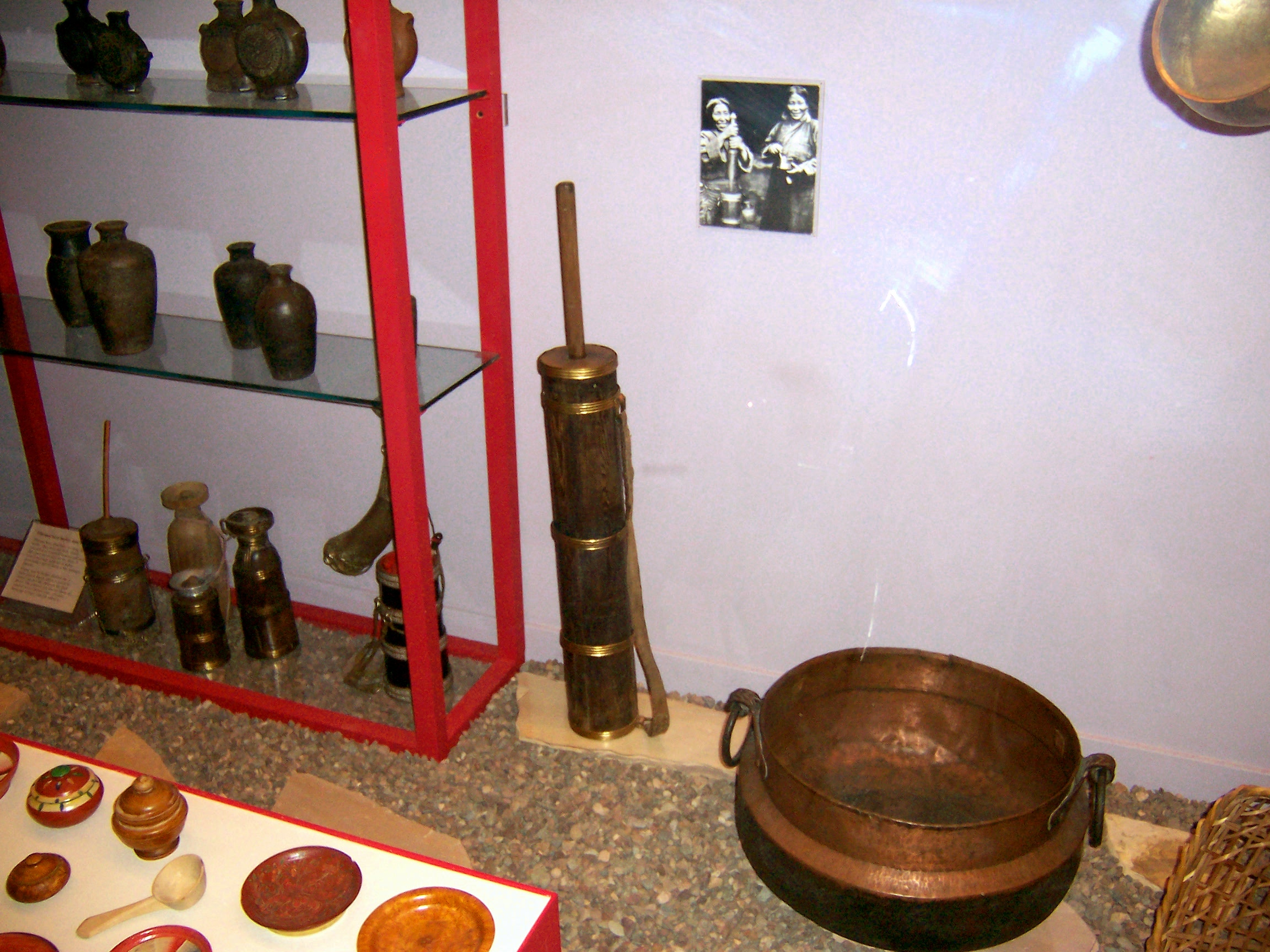
Các đồ dùng trong bếp của người Tạng. Chiếc thùng đánh bơ nhỏ với dây đeo vai này phù hợp với đời sống du mục

Hầu hết người Tạng thường uống nhiều tách trà bơ mỗi ngày. Trà nhài thỉnh thoảng cũng có.
"Bánh trà được nấu bằng các phương pháp khác biệt với Trung Hoa và Tích Lan. Khi nước sôi, một nhúm trà được bóp vụn, bỏ vào trong ấm, nấu trà trong 5 đến 10 phút cho đến khi nước trà trở nên đục, gần chuyển sang màu đen. Lúc này, người Tạng sẽ thêm vào chút muối (họ không bao giờ dùng được cho trà). Tôi được kể rằng, thỉnh thoảng họ cũng thêm vào bột sô đa để tách trà hơi có sắc hồng, nhưng tôi chưa bao giờ thấy họ làm điều này ở Sikang. Họ, không bao giờ, rất ít khi, uống trà mà không có bơ. Nếu bạn pha nó ở nhà, bạn đổ trà vào thùng đánh bơ lớn bằng gỗ, lọc trà qua một cái rây làm bằng sậy hoặc lông ngựa. Sau đó, bạn bỏ một tảng bơ vào đó và khuấy mạnh tay; mẻ trà này sau đó sẽ được đổ sang ấm đồng và đặt nó lên trên lò than để giữ nóng. Khi bạn di chuyển, thường thì bạn không mang thùng đánh bơ đi cùng, do đó, mọi người đều đổ đầy chén gỗ của họ với trà, xúc một muỗng bơ từ trong giỏ ra bỏ vào chén, dùng các ngón tay quậy đều nhẹ nhàng và cuối cùng uống chén trà này. "
Các loại thức uống có cồn bao gồm:
- Chang, một loại bia làm từ đại mạch
- Pinjopo, rượu gạo
- Ara, cồn làm từ các loại hạt chưng cất hoặc lên men

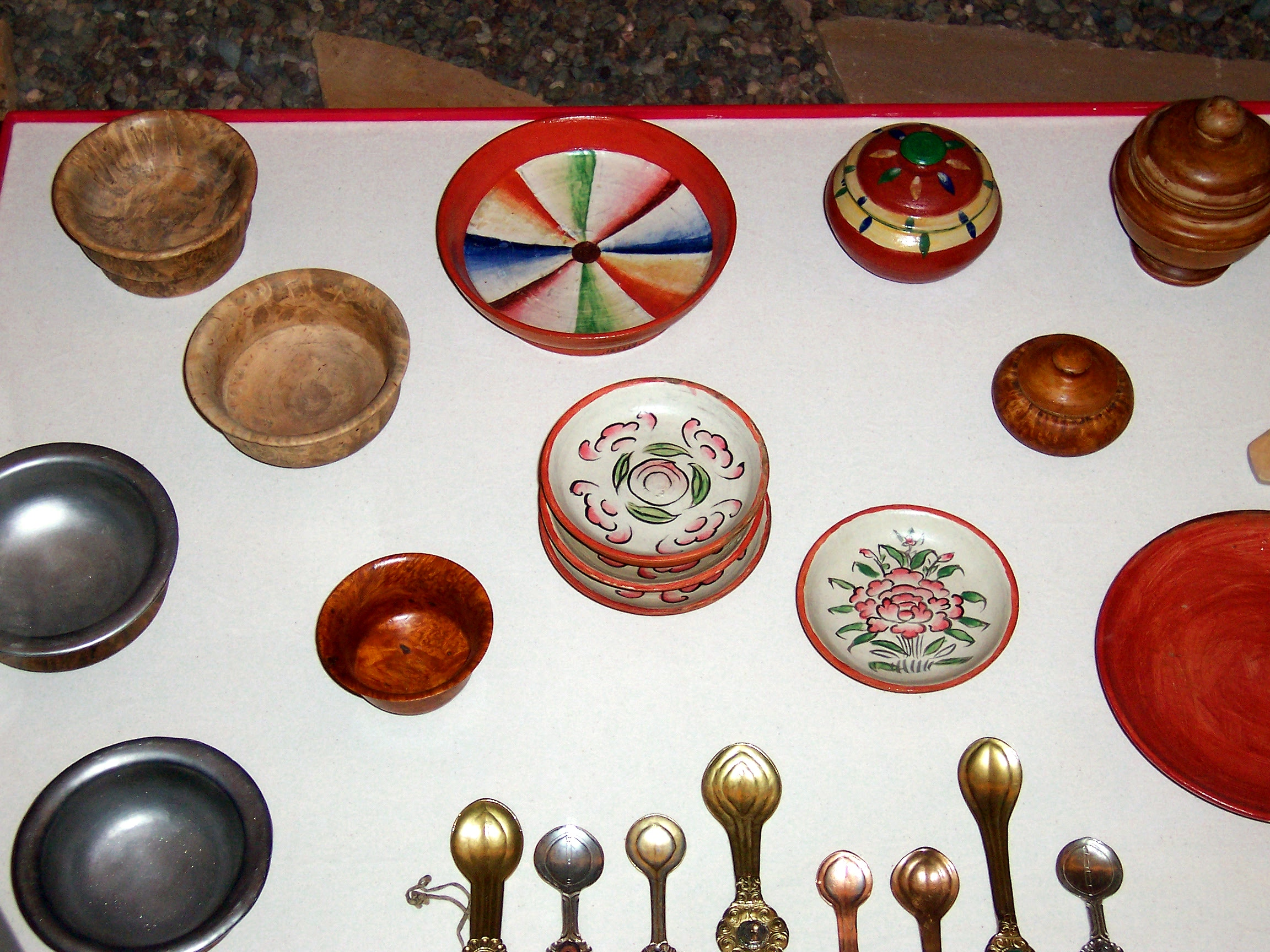
Chén muỗng của người Tạng, bảo tàng Field